# Donau-Wald-Gruppe
Die Donau-Wald-Gruppe (1946–1990) war ein loser Zusammenschluss bildender Künstler, die im Gebiet oder dem Einzugsbereich des Bayerischen Waldes lebten und arbeiteten.

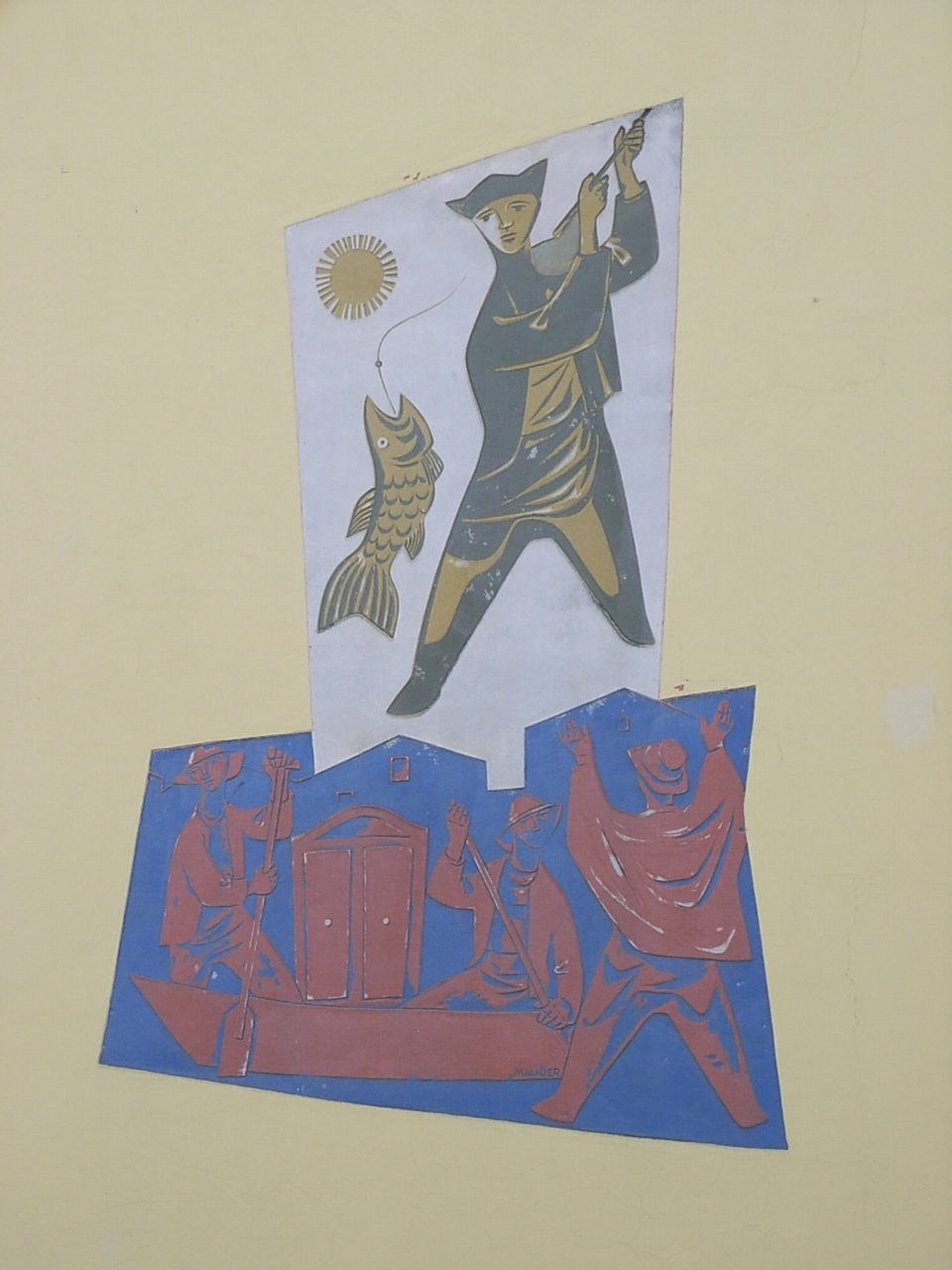
Wandmalerei von Mauder

## Geschichte
Die Gruppe wurde kurz nach dem Zweiten Weltkrieg im Jahr 1946 gegründet. Trotz aller stilistischen Divergenzen sahen sich die Künstler in ihrer Zurechnung zur klassischen Moderne vereint. Im Jahre 1990 löste sich die Gruppe auf.

## Gründungsmitglieder

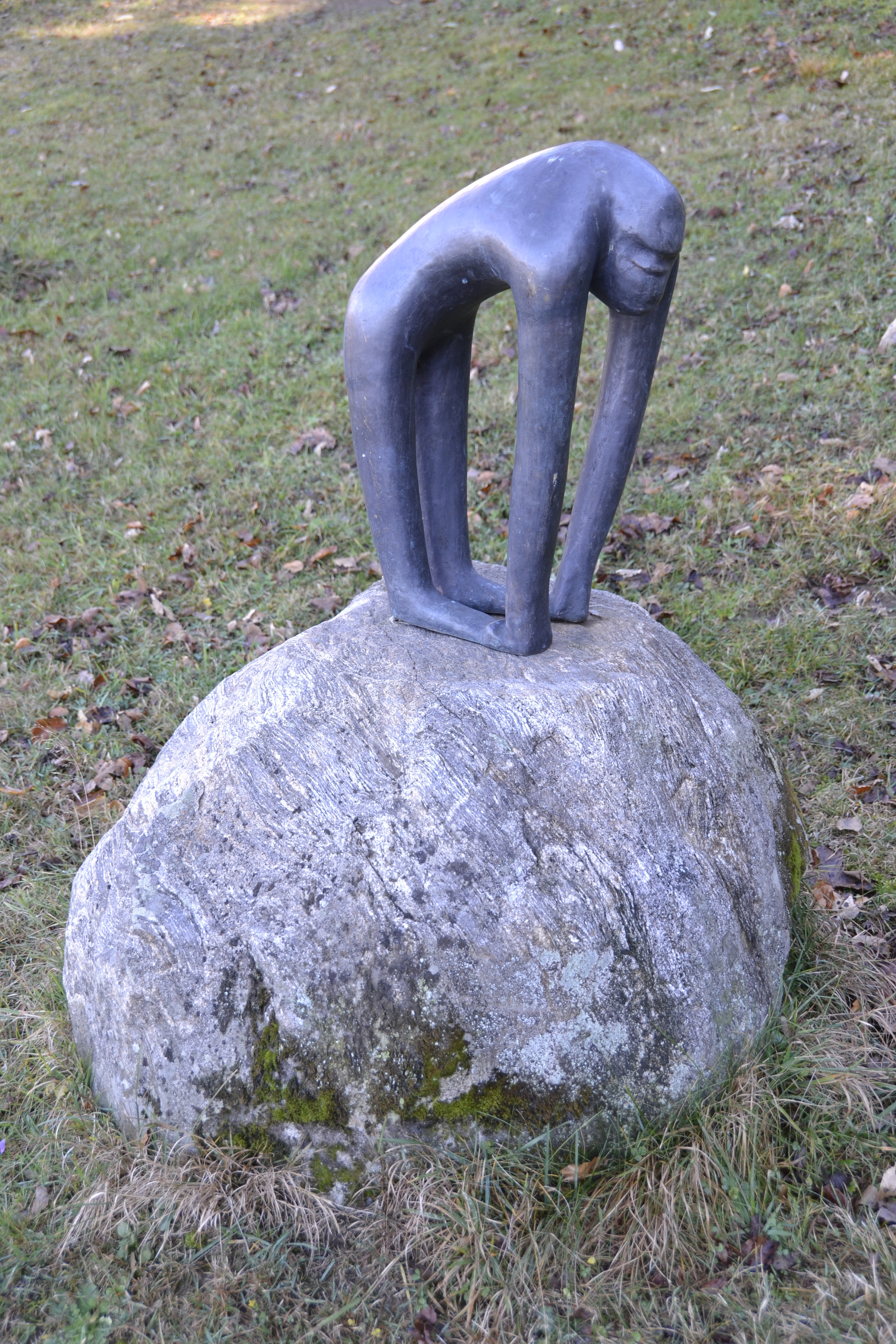
Plastik von Theuerjahr

- Hermann Erbe-Vogel (1907–1976), Maler
- August Philipp Henneberger (1902–1980), Maler und Grafiker
- Reinhold Koeppel (1887–1950), Maler
- Walter Mauder (1913–1999), Maler
- Wilhelm Niedermayer (1899–1965), Maler
- Heinz Theuerjahr (1913–1991), Bildhauer, Maler und Graphiker
- Georg Philipp Wörlen (1886–1954), Maler und Graphiker
- Friederike Pröbiuss

## Spätere Mitglieder

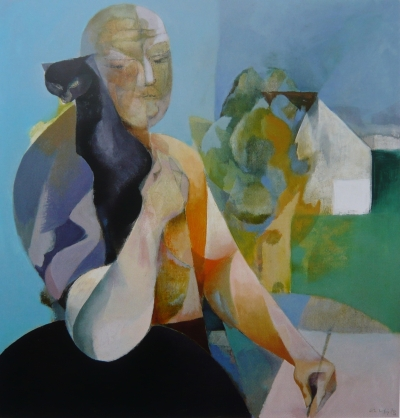
Malerei von Ulfig

- noch 1946: Willi Ulfig (1910–1983), Maler und Graphiker
- 1947: Oskar Matulla (1900–1982), Grafiker, Maler und Schriftsteller
- 1955: Wolf Hirtreiter (1922–2014), Bildhauer
- Josef Karl Nerud (1900–1982), Maler der Moderne
- Otto Sammer (1914–2004), Maler und Zeichner
- Alwin Stützer (1889–1974), Landschafts- und Aquarellmaler
- Franz Vincenc Dressler

## Ausstellungen
Für die bedeutende Arbeit der Gruppe spricht die Zahl der über 100 Ausstellungen. Die erste Ausstellung dieser nun durch die Donau-Wald-Gruppe verbundenen Künstler wurde von Franz Schmidinger organisiert und fand 1947 in Grafenau statt. Weitere Ausstellungen fanden Deutschland, Österreich, Italien, Jugoslawien, England, Frankreich, Neuseeland und Japan statt.

## Weblinks

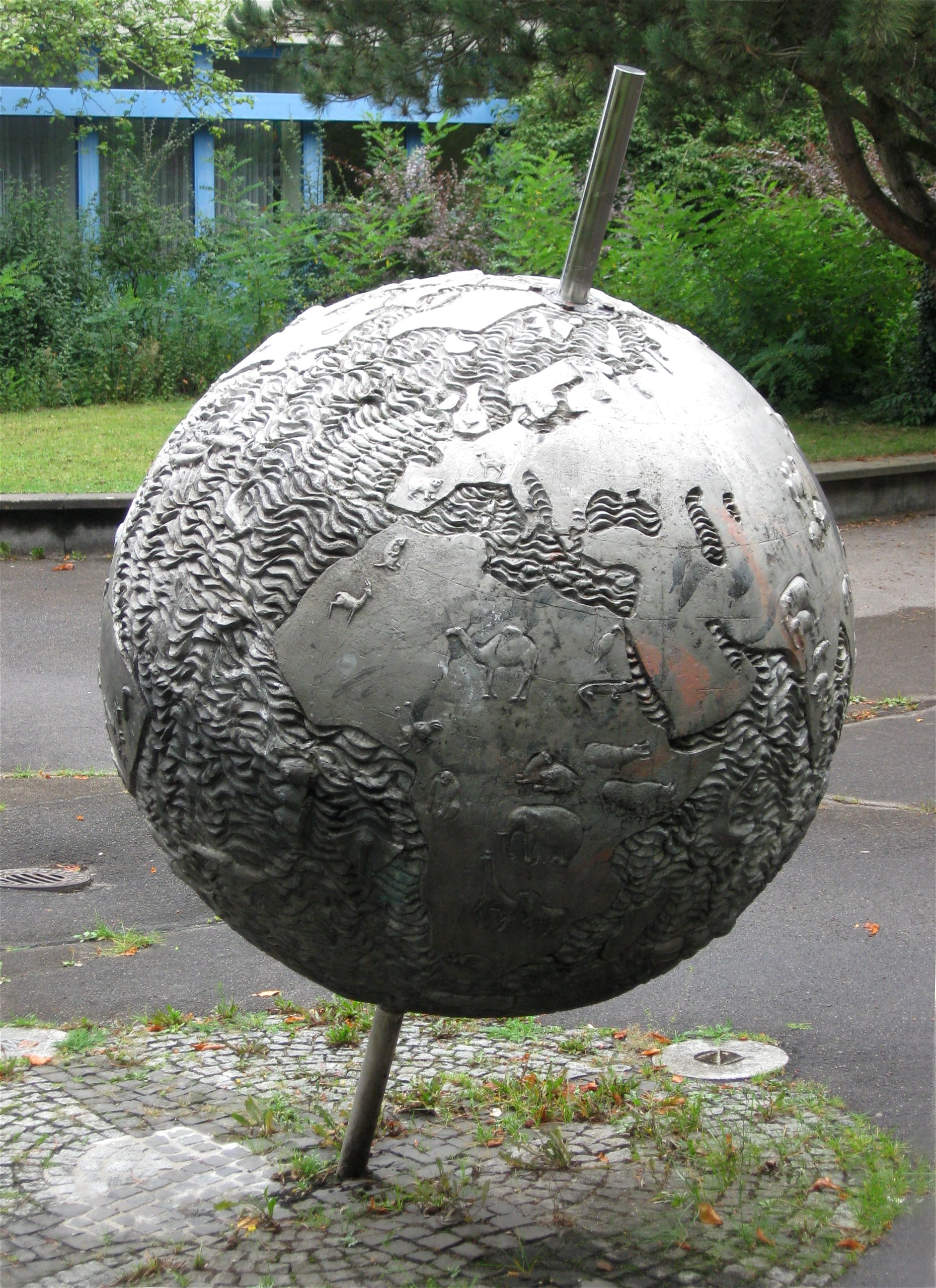
Globus von Hirtreiter